# Relaciones internacionales de Filipinas
Las relaciones internacionales de Filipinas están gestionadas por el Presidente de Filipinas y el Departamento de Asuntos Exteriores. En los asuntos internacionales de Filipinas influyen los vínculos con los países del Sudeste Asiático, China, Estados Unidos y Oriente Medio.
Filipinas es miembro fundador de las Naciones Unidas; miembro electo del Consejo de Seguridad y participa en la Organización de las Naciones Unidas para la Alimentación y la Agricultura, la Organización Internacional del Trabajo, la Organización de las Naciones Unidas para la Educación, la Ciencia y la Cultura y la Organización Mundial de la Salud. Filipinas, al igual que la mayoría de las naciones, es signataria de Interpol. Filipinas es miembro de la Asociación de Naciones de Asia Sudoriental, la Cumbre de Asia Oriental y la Asociación de Estados del Caribe (como observador). Anteriormente fue miembro de la desaparecida Unión Latina y de la Organización del Tratado del Sureste Asiático. Declarándose independiente de cualquier gran bloque de potencias, Filipinas es miembro del Movimiento de Países No Alineados.
Económicamente, Filipinas participa en la Cooperación Económica Asia-Pacífico, el Banco Asiático de Desarrollo, el Plan Colombo, el Grupo de los 24, el G-20, el G-77, el Banco Mundial, Próximos once y la Organización Mundial del Comercio.

## Política internacional
| País           | Mucha confianza | Indeciso | Poca confianza | M-P |
| -------------- | --------------- | -------- | -------------- | --- |
| Estados Unidos | 60              | 19       | 18             | +42 |
| Australia      | 49              | 25       | 22             | +27 |
| China          | 22              | 18       | 58             | -36 |

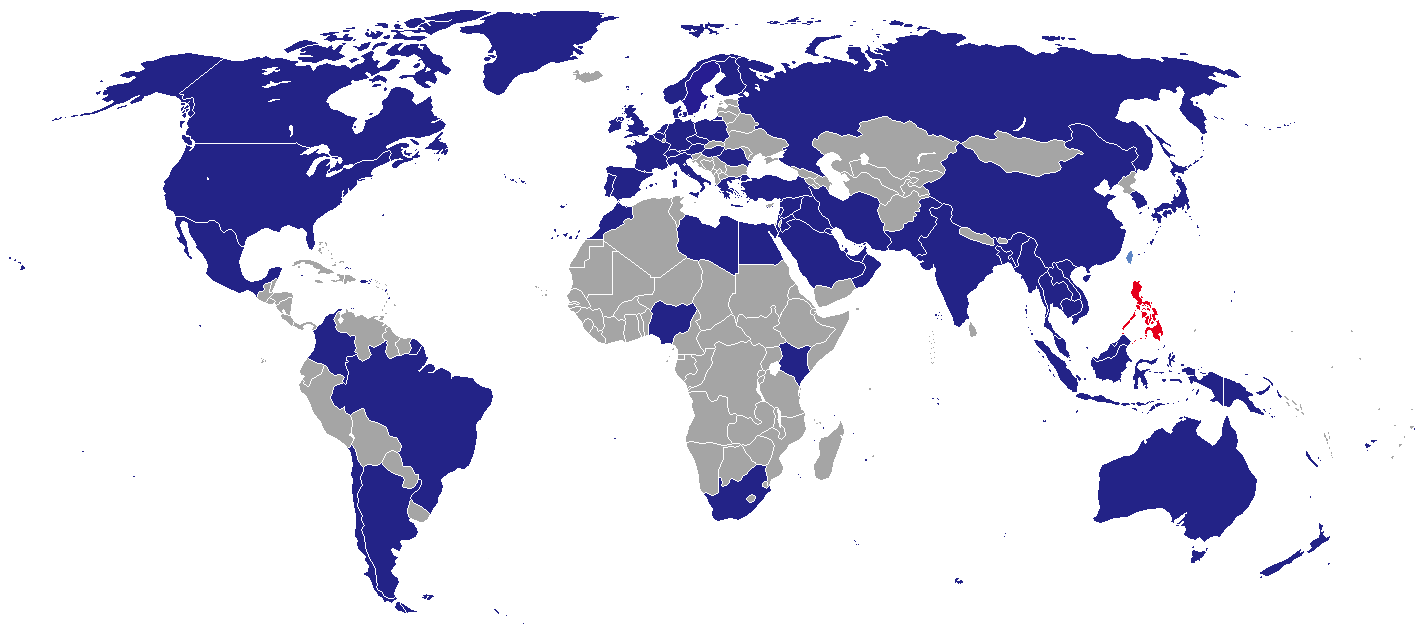
Filipinas (en rojo) tiene embajadas en varios países (en azul).

La política internacional filipina se basa en la promoción de los ideales y valores filipinos, que incluyen el avance de la democracia y la defensa de los derechos humanos en todo el mundo.
Filipinas colabora activamente con sus vecinos del Sudeste Asiático a través de la Asociación de Naciones de Asia Sudoriental (como miembro fundador) con el objetivo de reforzar la armonía, la estabilidad y la prosperidad regionales. Desde su independencia, ha apoyado a Timor Oriental desde su independencia y ha ampliado los vínculos comerciales con sus aliados tradicionales, Indonesia, Malasia, Singapur y Tailandia. Las relaciones con Vietnam y Camboya se han descongelado en la década de 1990 tras su entrada en la Asociación de Naciones de Asia Sudoriental.
La República de Filipinas se considera un aliado incondicional de Estados Unidos y ha apoyado muchos puntos de la política internacional estadounidense. Prueba de ello, Filipinas participó en la guerra de Irak y en la guerra contra el terrorismo. Como muestra de este apoyo, el Presidente de Estados Unidos, George W. Bush, elogió a Filipinas como bastión de la democracia en Oriente y la calificó como el aliado más antiguo de Estados Unidos en Asia. El discurso del Presidente Bush del 18 de octubre de 2003 fue solo el segundo discurso presidencial estadounidense ante el Congreso filipino; el primero lo pronunció el presidente estadounidense, Dwight D. Eisenhower.
Con una sólida relación con Estados Unidos, la administración de la expresidenta Gloria Macapagal Arroyo trató de estrechar lazos con su anterior colonizador, España. Esto se produjo tras la asistencia del Rey Juan Carlos y la Reina Sofía a la celebración del 12 de junio de 1998 en honor del centenario de la independencia de Filipinas de España. La presidenta Macapagal-Arroyo realizó dos visitas oficiales a España durante su mandato.
En los últimos años, Filipinas concede gran importancia a sus relaciones con China y ha establecido una importante cooperación con este país.
Las Fuerzas Armadas de Filipinas han participado en varios conflictos regionales, como la Guerra de Corea y la Guerra de Vietnam. Recientemente, Filipinas envió fuerzas de mantenimiento de la paz a Irak, compuesta por médicos, enfermeros y policías civiles. Posteriormente, la misión filipina fue retirada posteriormente como garantía para la liberación de un rehén filipino. En el marco de una operación de mantenimiento de la paz de la ONU, el general del ejército filipino Jaime de los Santos se convirtió en el primer comandante de las tropas encargadas de mantener el orden en Timor Oriental.
Filipinas está en tensión con varios reclamantes internacionales rivales de varios territorios terrestres y acuáticos del mar de la China Meridional. Actualmente, Filipinas se disputa actualmente con la República Popular China los yacimientos de gas de Camago y Malampaya. Ambos países también se disputan el Bajo de Scarborough. Además, Filipinas reclama las islas Spratly.

## Relaciones diplomáticas
Lista de países con los que Filipinas mantiene relaciones diplomáticas:
| #   | País                            | Fecha                    |
| --- | ------------------------------- | ------------------------ |
| 1   | Egipto                          | 3 de marzo de 1946       |
| 2   | Australia                       | 4 de julio de 1946       |
| 3   | Bélgica                         | 4 de julio de 1946       |
| 4   | Brasil                          | 4 de julio de 1946       |
| 5   | Cuba                            | 4 de julio de 1946       |
| 6   | El Salvador                     | 4 de julio de 1946       |
| 7   | Portugal                        | 4 de julio de 1946       |
| 8   | Reino Unido                     | 4 de julio de 1946       |
| 9   | Estados Unidos                  | 4 de julio de 1946       |
| 10  | Colombia                        | 5 de julio de 1946       |
| 11  | Costa Rica                      | 5 de julio de 1946       |
| 12  | Honduras                        | 5 de julio de 1946       |
| 13  | Haití                           | 6 de julio de 1946       |
| 14  | Luxemburgo                      | 26 de agosto de 1946     |
| 15  | Siria                           | 4 de septiembre de 1946  |
| 16  | Dinamarca                       | 28 de septiembre de 1946 |
| 17  | Austria                         | 17 de octubre de 1946    |
| 18  | Líbano                          | 24 de octubre de 1946    |
| 19  | Italia                          | 3 de noviembre de 1946   |
| 20  | Suecia                          | 17 de enero de 1947      |
| 21  | Francia                         | 26 de junio de 1947      |
| 22  | España                          | 27 de septiembre de 1947 |
| 23  | Noruega                         | 2 de marzo de 1948       |
| 24  | Corea del Sur                   | 3 de marzo de 1949       |
| 25  | Argentina                       | 27 de agosto de 1948     |
| 26  | Turquía                         | 13 de junio de 1949      |
| 27  | Tailandia                       | 14 de junio de 1949      |
| 28  | Pakistán                        | 8 de septiembre de 1949  |
| 29  | India                           | 16 de noviembre de 1949  |
| 30  | Indonesia                       | 24 de noviembre de 1949  |
| 31  | Canadá                          | 4 de diciembre de 1949   |
| 32  | Grecia                          | 28 de agosto de 1950     |
| —   | Santa Sede                      | 8 de abril de 1951       |
| 33  | Países Bajos                    | 17 de mayo de 1951       |
| 34  | México                          | 14 de abril de 1953      |
| 35  | República Dominicana            | 9 de mayo de 1953        |
| 36  | Alemania                        | 8 de octubre de 1954     |
| 37  | Laos                            | 14 de enero de 1955      |
| 38  | Finlandia                       | 14 de julio de 1955      |
| 39  | Japón                           | 23 de julio de 1956      |
| 40  | Birmania                        | 30 de julio de 1956      |
| 41  | Ghana                           | 6 de marzo de 1957       |
| 42  | Israel                          | 9 de agosto de 1957      |
| 43  | Camboya                         | 30 de agosto de 1957     |
| 44  | Suiza                           | 30 de agosto de 1957     |
| 45  | Nepal                           | 12 de febrero de 1960    |
| 46  | Chad                            | 22 de septiembre de 1960 |
| 47  | Sri Lanka                       | 11 de enero de 1961      |
| 48  | Camerún                         | 11 de diciembre de 1961  |
| 49  | Tanzania                        | 15 de diciembre de 1961  |
| 50  | Chile                           | 17 de julio de 1962      |
| 51  | Nigeria                         | 1 de agosto de 1962      |
| 52  | Paraguay                        | 12 de diciembre de 1962  |
| 53  | Irán                            | 22 de enero de 1964      |
| 54  | Malasia                         | 18 de mayo de 1964       |
| —   | Soberana Orden Militar de Malta | 24 de abril de 1965      |
| 55  | Zambia                          | 27 de febrero de 1965    |
| 56  | Nueva Zelanda                   | 6 de julio de 1966       |
| 57  | Botsuana                        | 6 de febrero de 1967     |
| 58  | Nauru                           | 20 de febrero de 1968    |
| 59  | Venezuela                       | 27 de agosto de 1968     |
| 60  | Afganistán                      | 17 de septiembre de 1968 |
| 61  | Guinea Ecuatorial               | 28 de noviembre de 1968  |
| 62  | Singapur                        | 16 de mayo de 1969       |
| 63  | Arabia Saudita                  | 24 de octubre de 1969    |
| 64  | Bolivia                         | 7 de enero de 1970       |
| 65  | Bangladés                       | 24 de febrero de 1972    |
| 66  | Rumanía                         | 28 de febrero de 1972    |
| 67  | Serbia                          | 28 de febrero de 1972    |
| 68  | Guatemala                       | 21 de junio de 1972      |
| 69  | Nicaragua                       | 10 de agosto de 1973     |
| 70  | Polonia                         | 22 de septiembre de 1973 |
| 71  | Hungría                         | 28 de septiembre de 1973 |
| 72  | Panamá                          | 28 de septiembre de 1973 |
| 73  | República Checa                 | 5 de octubre de 1973     |
| 74  | Mongolia                        | 11 de octubre de 1973    |
| 75  | Bulgaria                        | 16 de noviembre de 1973  |
| 76  | Fiyi                            | 18 de diciembre de 1973  |
| 77  | Maldivas                        | 12 de julio de 1974      |
| 78  | Emiratos Árabes Unidos          | 19 de agosto de 1974     |
| 79  | Perú                            | 30 de noviembre de 1974  |
| 80  | Irak                            | 12 de enero de 1975      |
| 81  | Argelia                         | 10 de abril de 1975      |
| 82  | Marruecos                       | 10 de abril de 1975      |
| 83  | China                           | 9 de junio de 1975       |
| 84  | Kenia                           | 4 de julio de 1975       |
| 85  | Papúa Nueva Guinea              | 16 de septiembre de 1975 |
| 86  | Túnez                           | 15 de diciembre de 1975  |
| 87  | Uruguay                         | 29 de diciembre de 1975  |
| 88  | Jordania                        | 1 de marzo de 1976       |
| 89  | Sudán                           | 7 de marzo de 1976       |
| 90  | Senegal                         | 15 de marzo de 1976      |
| 91  | Somalia                         | 20 de abril de 1976      |
| 92  | República Centroafricana        | 2 de junio de 1976       |
| 93  | Rusia                           | 2 de junio de 1976       |
| 94  | Bahamas                         | 1 de julio de 1976       |
| 95  | Liberia                         | 4 de julio de 1976       |
| 96  | Ecuador                         | 5 de julio de 1976       |
| 97  | Gabón                           | 6 de julio de 1976       |
| 98  | Vietnam                         | 12 de julio de 1976      |
| 99  | Libia                           | 17 de noviembre de 1976  |
| 100 | Etiopía                         | 7 de febrero de 1977     |
| 101 | Yemen                           | 4 de mayo de 1977        |
| 102 | Samoa                           | 1 de junio de 1977       |
| 103 | Malta                           | 9 de junio de 1977       |
| 104 | Guinea-Bisáu                    | 27 de octubre de 1977    |
| 105 | Baréin                          | 27 de noviembre de 1978  |
| 106 | Kuwait                          | 18 de enero de 1979      |
| 107 | Chipre                          | 6 de marzo de 1980       |
| 108 | Zimbabue                        | 18 de abril de 1980      |
| 109 | Jamaica                         | 15 de mayo de 1980       |
| 110 | Omán                            | 6 de octubre de 1980     |
| 111 | Guinea                          | 25 de diciembre de 1980  |
| 112 | Catar                           | 5 de mayo de 1981        |
| 113 | Tonga                           | 1 de julio de 1981       |
| 114 | Níger                           | 16 de octubre de 1981    |
| 115 | Ruanda                          | 15 de diciembre de 1982  |
| 116 | Brunéi                          | 1 de enero de 1984       |
| 117 | Irlanda                         | 5 de julio de 1984       |
| 118 | Vanuatu                         | 8 de octubre de 1986     |
| 119 | Albania                         | 11 de junio de 1987      |
| 120 | Seychelles                      | 9 de octubre de 1987     |
| 121 | Islas Marshall                  | 15 de septiembre de 1988 |
| 122 | Estados Federados de Micronesia | 10 de enero de 1989      |
| —   | Estado de Palestina             | 4 de septiembre de 1989  |
| 123 | Sierra Leona                    | 3 de abril de 1991       |
| 124 | Lituania                        | 15 de diciembre de 1991  |
| 125 | Letonia                         | 17 de diciembre de 1991  |
| 126 | Estonia                         | 19 de diciembre de 1991  |
| 127 | Kazajistán                      | 19 de marzo de 1992      |
| 128 | Tayikistán                      | 25 de marzo de 1992      |
| 129 | Azerbaiyán                      | 27 de marzo de 1992      |
| 130 | Moldavia                        | 30 de marzo de 1992      |
| 131 | Ucrania                         | 7 de abril de 1992       |
| 132 | Uzbekistán                      | 13 de abril de 1992      |
| 133 | Kirguistán                      | 24 de abril de 1992      |
| 134 | Armenia                         | 20 de mayo de 1992       |
| 135 | Georgia                         | 21 de septiembre de 1992 |
| 136 | Eslovaquia                      | 1 de enero de 1993       |
| 137 | Eslovenia                       | 3 de febrero de 1993     |
| 138 | Suazilandia                     | 19 de febrero de 1993    |
| 139 | Croacia                         | 25 de febrero de 1993    |
| 140 | Belice                          | 19 de abril de 1993      |
| 141 | Turkmenistán                    | 23 de julio de 1993      |
| 142 | Sudáfrica                       | 1 de noviembre de 1993   |
| 143 | Costa de Marfil                 | 22 de marzo de 1995      |
| 144 | Liechtenstein                   | 24 de noviembre de 1995  |
| 145 | Namibia                         | 17 de mayo de 1996       |
| 146 | Bielorrusia                     | 22 de mayo de 1996       |
| 147 | Gambia                          | 26 de junio de 1996      |
| 148 | Eritrea                         | 4 de febrero de 1997     |
| 149 | Mozambique                      | 27 de marzo de 1997      |
| 150 | Palaos                          | 15 de julio de 1997      |
| 151 | Surinam                         | 16 de diciembre de 1997  |
| 152 | Mauricio                        | 23 de enero de 1998      |
| 153 | Yibuti                          | 16 de febrero de 1998    |
| 154 | Lesoto                          | 15 de abril de 1998      |
| 155 | Islandia                        | 24 de febrero de 1999    |
| 156 | Benín                           | 3 de enero de 2000       |
| 157 | República Democrática del Congo | 9 de enero de 2000       |
| 158 | República del Congo             | 19 de enero de 2000      |
| 159 | Andorra                         | 22 de febrero de 2000    |
| 160 | Cabo Verde                      | 21 de marzo de 2000      |
| 161 | Kiribati                        | 25 de marzo de 2000      |
| 162 | Trinidad y Tobago               | 18 de abril de 2000      |
| 163 | Corea del Norte                 | 12 de julio de 2000      |
| 164 | San Cristóbal y Nieves          | 11 de agosto de 2000     |
| 165 | Togo                            | 24 de agosto de 2000     |
| 166 | San Vicente y las Granadinas    | 11 de octubre de 2000    |
| 167 | Santo Tomé y Príncipe           | 8 de noviembre de 2000   |
| 168 | Bosnia y Herzegovina            | 12 de enero de 2001      |
| 169 | Malaui                          | 3 de mayo de 2001        |
| 170 | Angola                          | 14 de septiembre de 2001 |
| 171 | Timor Oriental                  | 20 de mayo de 2002       |
| 172 | Tuvalu                          | 23 de septiembre de 2002 |
| 173 | Burkina Faso                    | 10 de octubre de 2002    |
| 174 | Malí                            | 2002                     |
| 175 | San Marino                      | 3 de abril de 2003       |
| 176 | Uganda                          | 12 de diciembre de 2003  |
| 177 | Islas Salomón                   | 27 de septiembre de 2004 |
| 178 | Mónaco                          | 15 de diciembre de 2006  |
| 179 | Guyana                          | 25 de septiembre de 2008 |
| 180 | Barbados                        | 22 de junio de 2009      |
| 181 | Montenegro                      | 26 de septiembre de 2009 |
| 182 | Antigua y Barbuda               | 16 de julio de 2010      |
| 183 | Dominica                        | 29 de abril de 2011      |
| 184 | Comoras                         | 25 de noviembre de 2011  |
| —   | Islas Cook                      | 12 de diciembre de 2011  |
| 185 | Sudán del Sur                   | 13 de marzo de 2013      |
| 186 | Mauritania                      | 30 de septiembre de 2013 |
| 187 | Santa Lucía                     | 29 de marzo de 2016      |
| 188 | Burundi                         | 30 de junio de 2017      |
| 189 | Macedonia del Norte             | 22 de septiembre de 2021 |
| —   | Niue                            | 27 de septiembre de 2022 |
| 190 | Madagascar                      | Desconocido              |

## Relaciones bilaterales

### Asia
| País                   | Inicio de las relaciones formales          | Notas |
| ---------------------- | ------------------------------------------ | --- |
| Azerbaiyán             | 27 de marzo de 1992                        | El Presidente de Azerbaiyán, Ilham Aliyev, ha recibió las credenciales de la embajadora filipina entrante en Azerbaiyán, Marilyn Jusayan Alarilla. Durante la reunión posterior a la ceremonia, la embajadora transmitió los saludos del presidente filipino, Benigno Aquino III, al mandatario azerbaiyano. Señaló que Filipinas estaba interesada en desarrollar la cooperación con Azerbaiyán en diferentes áreas, incluyendo la energía, la ciencia y las tecnologías. El Presidente de Azerbaiyán, Ilham Aliyev, dijo que había potencial para desarrollar las relaciones entre Azerbaiyán y Filipinas en muchos ámbitos, particularmente en el económico. |
| Baréin                 | enero de 1978                              | |
| Bangladés              | 24 de febrero de 1972                      | |
| Bután                  | N/A                                        | Filipinas aún no ha estableció relaciones diplomáticas con Bután. Sin embargo, numerosos senadores y altos dignatarios filipinos han visitado Bután y han expresado su intención de difundir la doctrina de la Felicidad Nacional Bruta en Filipinas, al considerarla una forma eficaz y eficiente de mejorar la construcción nacional, la conservación del medio ambiente, la propagación cultural y los derechos humanos. En septiembre de 2014, el Primer Ministro de Bután visitó Filipinas y la sede del Banco Asiático de Desarrollo en Manila. En 2014, funcionarios del Gobierno Real de Bután visitaron el Centro de Colaboración Público-Privada de Filipinas para obtener información sobre el Programa de Colaboración Público-Privada del país. |
| Brunéi                 | 1 de enero de 1984                         | En abril de 2009, Filipinas y Brunéi firmaron un Memorándum de entendimiento con el que pretendían reforzar su cooperación bilateral en los ámbitos del comercio, la innovación y las inversiones agrícolas. El Memorándum de entendimiento refuerzó aún más la cooperación bilateral entre los dos países del Sudeste Asiático, especialmente en los ámbitos de la agricultura y el comercio y las inversiones relacionadas con la agricultura. Los dos países han acordado cooperar en ciencia vegetal, tecnología de cultivos, conservación de verduras y frutas, biotecnología, tecnología postcosecha, ganadería, agricultura orgánica, irrigación y recursos hídricos e industria halal. |
| Birmania               | 29 de septiembre de 1956                   | |
| Camboya                | Agosto de 1957                             | |
| China                  | 9 de junio de 1975                         | Artículo principal: Relaciones China-Filipinas |
| Timor Oriental         | 20 de mayo de 2002                         | Artículo principal: Relaciones Filipinas-Timor Oriental |
| India                  | 26 de noviembre de 1949                    | |
| Indonesia              | 24 de noviembre de 1949                    | Artículo principal: Relaciones Indonesia-Filipinas |
| Irán                   | 22 de enero de 1964                        | |
| Irak                   | 12 de enero de 1975                        | |
| Israel                 | 26 de febrero de 1958                      | Filipinas votó a favor de la Resolución 181 de la ONU sobre la partición de Palestina y la creación del Estado de Israel en 1947. Filipinas fue uno de los 33 países que apoyaron la creación del Estado de Israel y el único país asiático que votó a favor de la resolución. |
| Japón                  | julio de 1943                              | |
| Jordania               | 1 de marzo de 1976                         | Filipinas y Jordania acordaron establecer relaciones diplomáticas formales e intercambiar embajadores el 1 de marzo de 1976 |
| Kazajistán             | 19 de marzo de 1992                        | Las relaciones diplomáticas entre Kazajistán y Filipinas se establecieron formalmente el 19 de marzo de 1992. Filipinas mantiene relaciones con Kazajistán a través de su embajada en Rusia. Kazajistán tiene un consulado honorario en Manila. El comercio entre Kazajistán y Filipinas ascendió a 7,3 millones de dólares estadounidenses entre enero y noviembre de 2010. En 2009, unos 1 500 turistas kazajos visitaron Filipinas. En 2009 había unos 7 000 trabajadores filipinos en el extranjero trabajando en Kazajistán Occidental, sobre todo en el sector del petróleo y el gas. Kazajistán busca inversiones de Filipinas en su economía. En 2011, Kazajistán planeaba construir una casa kazaja en Filipinas, en Ciudad global Bonifacio o en Macati, con el fin de mostrar los productos kazajos y promocionar sus destinos turísticos. También se contemplaba la construcción de una Casa Filipina en Kazajistán con el mismo fin, así como la organización de exposiciones de arte filipino en Kazajistán. El Presidente de Kazajistán, Nursultan Nazarbayev, y sus 27 delegados llegaron a Filipinas para una visita de Estado de tres días el 10 de noviembre de 2003, en la base aérea de Villamor (Pásay). Los funcionarios kazajos se reunieron con sus homólogos filipinos y mantuvieron encuentros. La expresidenta filipina Gloria Macapagal Arroyo se reunió con Nazarbayev para concretar la intención de Filipinas de importar petróleo y carbón de Kazajistán y debatió posibles proyectos de infraestructuras en el país centroasiático. Filipinas también apoyó la candidatura de Kazajistán para convertirse en miembro del Foro Regional de Seguridad de la Asociación de Naciones de Asia Sudoriental. |
| Kuwait                 | 17 de enero de 1979                        | |
| Laos                   | 14 de enero de 1955                        | |
| Malasia                | 1959                                       | |
| Maldivas               | 1975                                       | |
| Mongolia               | 11 de octubre de 1973                      | |
| Nepal                  | 12 de febrero de 1960                      | Filipinas y Nepal establecieron relaciones diplomáticas el 12 de febrero de 1960. Ambos países son miembros del Movimiento de Países No Alineados. En marzo de 2011 vivían en Nepal unos 300 filipinos, principalmente misioneros, profesionales, trabajadores cualificados, voluntarios o cónyuges de nepaleses u otros nacionales. Aproximadamente 500 estudiantes nepaleses cursan estudios superiores en Filipinas. |
| Corea del Norte        | 12 de julio de 2000                        | |
| Omán                   | 6 de octubre de 1980                       | |
| Pakistán               | 8 de septiembre de 1949                    | |
| Palestina              | 1989                                       | Filipinas fue uno de los 138 países que votaron a favor de la resolución de las Naciones Unidas que reconocía a Palestina como Estado no miembro. |
| Catar                  | 12 de abril de 1975                        | |
| Arabia Saudita         | 24 de septiembre de 1969                   | |
| Singapur               | 16 de mayo de 1969                         | |
| Corea del Sur          | 3 de marzo de 1949                         | Filipinas fue el quinto Estado en reconocer a la República de Corea y el primer país de la Asociación de Naciones de Asia Sudoriental en establecer relaciones con Corea del Sur. |
| Sri Lanka              | 10 de enero de 1961                        | |
| Siria                  | 4 de septiembre de 1946                    | La República de Filipinas estableció formalmente relaciones diplomáticas con la República Árabe Siria el 4 de septiembre de 1946. Filipinas tiene una embajada en Damasco. Siria, por su parte, tiene un consulado en Manila. |
| Tailandia              | 14 de junio de 1949                        | |
| Taiwán                 | N/A (Relaciones formales anuladas en 1975) | Filipinas reconoce la política de una sola China, pero mantiene relaciones informales con la República de China (ROC, también conocida como Taiwán) a través de la Oficina Económica y Cultural de Manila en Taipei y de la Oficina Económica y Cultural de Taipei en Manila. |
| Tayikistán             | 25 de marzo de 1992                        | |
| Turquía                | 13 de junio de 1949                        | - Filipinas tiene embajada en Ankara. - Turquía tiene una embajada en Manila. - El volumen de comercio entre ambos países fue de 219.7 millones de dólares en 2015 (exportaciones filipinas: 115.7 millones de dólares; importaciones filipinas: 104 millones de dólares). - En Turquía residen 2 200 ciudadanos filipinos. - Hay vuelos directos de Estambul a Manila desde marzo de 2015. |
| Emiratos Árabes Unidos | 17 de junio de 1980                        | |
| Uzbekistán             | 13 de abril de 1992                        | La primera ronda de consultas políticas entre Filipinas y Uzbekistán se celebró en Taskent el 3 de marzo de 2011. Uzbekistán expresó su apoyo a la candidatura de Filipinas para obtener el estatus de observador en la Organización para la Cooperación Islámica y expresó su esperanza de que se resuelva la insurgencia musulmana que afecta principalmente al sur de Filipinas. Filipinas, por su parte, destacó el potencial sin explotar que tiene, a pesar de la remota posición geográfica, para desarrollar el comercio y la cooperación económica, especialmente entre las instituciones financieras filipinas y uzbekas. |
| Vietnam                | 12 de julio de 1976                        | |
| Yemen                  | 4 de mayo de 1977                          | En 2011, había alrededor de 1 600 filipinos trabajando en Yemen, unos mil en la capital, Saná. La mayoría trabajaba en los sectores de la salud y el petróleo. Yemen apoya la candidatura de Filipinas para obtener el estatus de observador en la Organización de Cooperación Islámica y la resolución pacífica de la insurgencia islámica en Filipinas. |

### Africa
| País              | Inicio de las relaciones formales | Notas |
| ----------------- | --------------------------------- | --- |
| Egipto            | 18 de enero de 1955               | |
| Guinea Ecuatorial | 1968                              | Guinea Ecuatorial apoyó la candidatura de Filipinas a un puesto no permanente en el Consejo de Seguridad de las Naciones Unidas. Tanto Filipinas como Guinea Ecuatorial fueron colonias españolas. Actualmente hay alrededor de 4 000 trabajadores filipinos en Guinea Ecuatorial. Han existido lazos cordiales especialmente en los campos del comercio y las inversiones, la agricultura, la educación y la cooperación cultural y técnica. Filipinas está interesada en asociarse con entidades ecuatoguineanas para llevar a cabo prospecciones petrolíferas y la posibilidad de importar petróleo de Guinea Ecuatorial. Filipinas también está interesada en desarrollar la infraestructura de los puertos marítimos para mejorar la manipulación y entrega de la carga. Asimismo, expresó el interés filipino en desarrollar instalaciones para puertos marítimos con el fin de mejorar la manipulación y entrega de la carga. |
| Etiopía           | 2013                              | Filipinas y Etiopía firmaron su primer acuerdo aéreo en 2014. |
| Ghana             | 5 de marzo de 1957                | La República de Ghana ha abierto su consulado en Filipinas para extender y prestar asistencia a los ghaneses y también para ayudar a mantener las relaciones entre ambos países. |
| Gambia            | 26 de junio de 1996               | |
| Costa de Marfil   | 21 de marzo de 1995               | Se calcula que había unos 100 filipinos en Costa de Marfil, en su mayoría trabajadores profesionales y cualificados y algunos residentes permanentes. El gobierno filipino había repatriado a 10 filipinos después de que comenzaran las tensiones en el país tras la segunda vuelta de las elecciones presidenciales de 2010. |
| Kenia             | 20 de mayo de 1975                | En las Relaciones entre Kenia y Filipinas, Kenia está representada ante Filipinas a través de su embajada en Yakarta (Indonesia). Por su parte, Filipinas cuenta con una embajada en Nairobi. |
| Libia             | 17 de noviembre de 1976           | |
| Marruecos         | 27 de diciembre de 1975           | |
| Mozambique        | 27 de marzo de 1997               | |
| Nigeria           | 1962                              | |
| Sierra Leona      | 1991                              | Sierra Leona y Filipinas se han comprometido a reforzar sus relaciones bilaterales en beneficio mutuo. Los dos países se comprometen a seguir trabajando para ampliar sus relaciones en los ámbitos socioeconómico, político y cultural. |
| Sudáfrica         | 1 de noviembre de 1993            | |
| Sudán del Sur     | 13 de marzo de 2013               | Filipinas reconoció oficialmente a Sudán del Sur como Estado soberano e independiente poco después de que Sudán del Sur declarara su independencia el 9 de julio de 2011. |

### América
| País           | Inicio de las relaciones formales | Notas |
| -------------- | --------------------------------- | --- |
| Argentina      | 1948                              | Artículo principal: Relaciones Argentina-Filipinas |
| Bolivia        | 6 de enero de 1970                | Bolivia y Filipinas fueron colonias españolas, las relaciones diplomáticas entre ambos países comenzaron en 1970. La Embajada de Filipinas en Buenos Aires ejerce jurisdicción sobre Bolivia. Además, la Embajada de Bolivia en Tokio tiene jurisdicción sobre Filipinas, mientras que la Embajada de Filipinas en Santiago de Chile tiene jurisdicción sobre Bolivia. También tiene dos consulados honorarios en Bolivia en las ciudades de La Paz y Santa Cruz de la Sierra. En Bolivia hay unos 15 filipinos, la mayoría de ellos son misioneros religiosos y otros están casados con bolivianos. |
| Brasil         | 4 de julio de 1946                | |
| Barbados       | 22 de junio de 2009               | Barbados estableció relaciones formales con Filipinas con la firma de un Comunicado Conjunto sobre el Establecimiento de Relaciones Diplomáticas en Nueva York el 22 de junio de 2009. El establecimiento de relaciones fue propuesto por Barbados el año anterior a través de la embajada de Filipinas en Caracas (Venezuela). Con el cierre de la Embajada de Filipinas en Caracas en 2012, la jurisdicción pasó a estar bajo la responsabilidad de la Embajada de Filipinas en Washington D. C.                                                                                                   |
| Belice         | 19 de abril de 1993               | Ambos países establecieron relaciones diplomáticas el 19 de abril de 1993. |
| Canadá         | 1949                              | |
| Colombia       | 5 de julio de 1946                | Las relaciones entre Colombia y Filipinas siguen siendo estrechas. Los colombianos fueron uno de los latinoamericanos que apoyaron la revuelta de Andrés Novales, emperador de Filipinas, contra España. La primera Miss Internacional, la colombiana Stella Márquez, también se casó con Jorge Araneta, filipino de ascendencia parcialmente mexicana. |
| Cuba           | 3 de septiembre de 1952           | Artículo principal: Relaciones Cuba-Filipinas |
| México         | 14 de abril de 1953               | Artículo principal: Relaciones Filipinas-México |
| Perú           | 30 de noviembre de 1974           | Artículo principal: Relaciones Filipinas-Perú |
| Estados Unidos | 4 de julio de 1946                | Artículo principal: Relaciones Estados Unidos-Filipinas |
| Venezuela      | 27 de agosto de 1968              | Artículo principal: Relaciones Filipinas-Venezuela |

### Europa
| País                | Inicio de las relaciones formales | Notas |
| ------------------- | --------------------------------- | --- |
| Armenia             | 20 de mayo de 1992                | - Filipinas y Armenia establecieron relaciones bilaterales en 1992. - El ministro de Asuntos Exteriores, Eduard Nalbandyan, visitó Filipinas en 2012, siendo el más alto funcionario del gobierno de Armenia que ha visitado Filipinas. - Armenia tiene un embajador residente en Hanoi. - Filipinas tiene un embajador residente en Moscú.                                                                             |
| Austria             | 17 de octubre de 1946             | |
| Bélgica             | 4 de julio de 1946                | |
| Croacia             | 25 de febrero de 1993             | |
| República Checa     | 1973                              | |
| Dinamarca           | 28 de septiembre de 1946          | |
| Francia             | 26 de junio de 1947               | |
| Alemania            | 25 de abril de 1955               | |
| Georgia             | 21 de septiembre de 1992          | |
| Grecia              | 1947                              | |
| Santa Sede          | 9 de abril de 1951                | |
| Hungría             | 1976                              | |
| Islandia            | 24 de febrero de 1999             | |
| Irlanda             | 1984                              | |
| Italia              | 9 de julio de 1947                | |
| Países Bajos        | 17 de mayo de 1951                | |
| Macedonia del Norte | 24 de septiembre de 2021          | El 24 de septiembre de 2021, el Ministro de Asuntos Exteriores, Teodoro Locsin Jr., firmó un comunicado conjunto con el Ministerio de Asuntos Exteriores de Macedonia, Bujar Osmani, para establecer relaciones diplomáticas entre ambos países. |
| Noruega             | 2 de marzo de 1948                | |
| Polonia             | 22 de septiembre de 1973          | |
| Rumanía             | 12 de abril de 1975               | |
| Rusia               | 2 de junio de 1976                | Artículo principal: Relaciones Filipinas-Rusia |
| Serbia              | 28 de febrero de 1972             | Ambos países establecieron relaciones diplomáticas en 1972. Ambos países han firmado y tienen en vigor varios acuerdos bilaterales en diversos ámbitos. |
| España              | 27 de septiembre de 1947          | Artículo principal: Relaciones España-Filipinas |
| Suecia              | 1947                              | Las relaciones diplomáticas entre Filipinas y Suecia se establecieron en 1947 y han ido intensificándose con el paso de los años. Suecia es, desde hace mucho tiempo, socio de desarrollo de Filipinas. La cooperación de Suecia con Filipinas se centra en cuestiones relacionadas con el medio ambiente, los derechos humanos, la buena gobernanza, la formación y la asistencia a organizaciones no gubernamentales. |
| Suiza               | 30 de agosto de 1956              | |
| Turquía             | 13 de junio de 1949               | |
| Ucrania             | 7 de abril de 1992                | |
| Reino Unido         | 4 de julio de 1946                | Filipinas estableció relaciones diplomáticas con el Reino Unido el 4 de julio de 1946. - Filipinas mantiene una embajada en Londres. - El Reino Unido está acreditado ante Filipinas a través de su embajada en Manila. Ambos países comparten la pertenencia a la Organización Mundial del Comercio. Bilateralmente, los dos países tienen un Acuerdo de Inversión.                                                    |

| País               | Inicio de las relaciones formales |
| ------------------ | --------------------------------- |
| Australia          | 22 de mayo de 1946                |
| Nauru              | 19 de febrero de 1968             |
| Nueva Zelanda      | 6 de julio de 1966                |
| Palaos             | 15 de julio de 1997               |
| Papúa Nueva Guinea | 16 de septiembre de 1975          |

## Relaciones con anteriores Estados
| País            | Inicio de las relaciones formales | Notas |
| --------------- | --------------------------------- | --- |
| Vietnam del Sur |                                   | Filipinas reconoció a Vietnam del Sur en julio de 1955. Filipinas envió tropas para ayudarles en la guerra de Vietnam.La embajada filipina en Saigón cesó sus operaciones el 29 de abril de 1975. |
| Yemen del Sur   | 21 de octubre de 1977             | |
| Yugoslavia      | 1 de marzo de 1972                | |
| Unión Soviética |                                   | |

## Relaciones multilaterales
| Organizaciones                             | Inicio de las relaciones formales | Notas |
| ------------------------------------------ | --------------------------------- | --- |
| Asociación de Naciones de Asia Sudoriental |                                   | La Asociación de Naciones de Asia Sudoriental se creó el 8 de agosto de 1967 en Bangkok, con la firma de la Declaración de Bangkok junto con Indonesia, Malasia, Singapur y Tailandia. Filipinas fue una de las naciones fundadoras. |
| Unión Europea                              | 2013                              | La Unión Europea y Filipinas comparten relaciones diplomáticas, económicas, culturales y políticas. La Unión Europea ha proporcionado 3 millones de euros a Filipinas para luchar contra la pobreza y 6 millones de euros para la lucha antiterrorista contra grupos terroristas en el sur de Filipinas. La Unión Europea es también el tercer socio comercial de Filipinas. En Filipinas viven al menos 31.961 europeos (sin contar a los españoles).              |
| Naciones Unidas                            | 24 de octubre de 1945             | Cuando Filipinas se unió a la firma de la Carta de las Naciones Unidas en San Francisco (Estados Unidos). Desde entonces, esta asociación ha progresado en una serie de iniciativas, actividades y programas de desarrollo. La asistencia técnica, financiera y de otro tipo a Filipinas comenzó a finales de 1940, cuando el país se recuperaba de los estragos de la Segunda Guerra Mundial. La asociación entre las Naciones Unidas y Filipinas comenzó en 1945. |